# Teatro musical

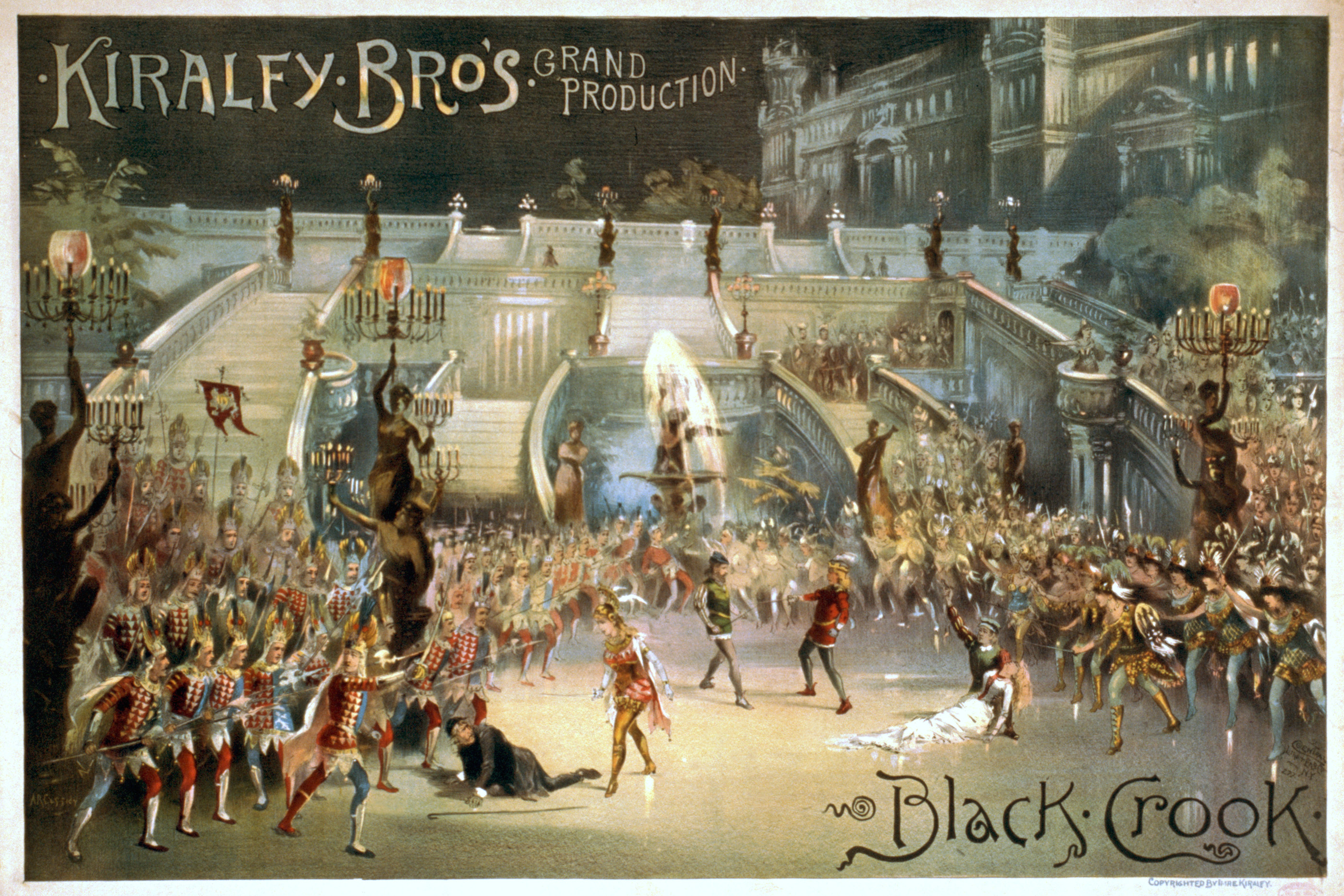
The Black Crook (1866), considerado, por alguns historiadores, o primeiro musical.

O teatro musical é uma forma do teatro que combina música, canções, dança e diálogos falados. Está delimitado por um lado pela sua correlação com a ópera e, por outro, pela sua correlação com o cabaré. As linhas de limitantes entre essas três expressões artísticas são, muitas vezes, difíceis de conceituar.
No Brasil, o teatro musical sempre esteve presente tanto em produções nacionais, quanto nos grandes sucessos da Broadway trazidos para o país, produzidos e encenados com equipes brasileiras. Atores renomados como Bibi Ferreira, Paulo Autran, Marília Pêra, Cláudia Raia e Antônio Fagundes fizeram parte das primeiras montagens nacionais de My Fair Lady, Gota D’água, Hair, Alô Dolly, Ópera do Malandro, Jesus Cristo Superstar e A Chorus Line. Na retomada dos musicais internacionais, partindo dos anos 2000 até os dias de hoje, destacam-se nesta categoria os artistas Claudio Botelho, Charles Möeller, Alessandra Maestrini, Vanessa Gerbelli, Saulo Vasconcelos, Kiara Sasso, Tadeu Aguiar, Miguel Falabella, Andrezza Massei, Jorge Takla, Marisa Orth, Daniel Boaventura, Amanda Acosta, Letícia Soares e Beto Sargentelli.
Existem três componentes para um musical: a música, interpretação teatral e o enredo. O enredo de um  musical refere-se à parte falada (não cantada) da peça; entretanto, o "enredo" pode também se referir a parte dramática do espetáculo. A interpretação teatral se relaciona às performances de dança, encenação e canto. A música e a letra, juntas, formam o cerne do musical; as letras e o enredo são, frequentemente, impressos como um libreto.

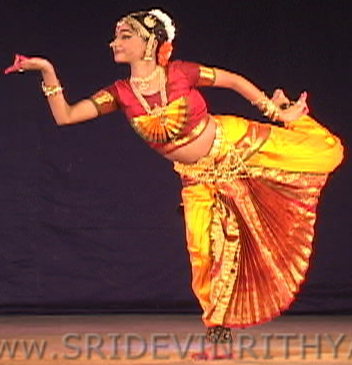
Bharathanatyam: teatro musical na Índia

O teatro musical no mundo tem sinônimos como "teatro de revista" (Brasil) e Comédie musicale (França).
É muito comum no teatro musical que os trabalhos que tenham sucesso sejam usados no cinema ou adaptados para televisão. Por outro lado, alguns programas populares de televisão tem um ou outro episódio ao estilo de um musical como uma peça dentro de seu formato normal. Exemplos incluem episódios de Fama, Ally McBeal, Buffy the Vampire Slayer no episódio Once More with Feeling, Oz's e Variety — percebe-se facilmente isso quando repentinamente os personagens começam a cantar e dançar como se estivessem em um teatro musical durante o episódio. Outros exemplos em animação são os episódios de The Simpsons, South Park e Family Guy. A série televisiva Cop Rock, onde são extensamente usados os formatos musicais, não foi um sucesso.
Mesmo que o teatro musical esteja espalhado pelo mundo todo, suas produções são elaboradas muito frequentemente na Broadway em Nova Iorque, no West End em Londres, e na França.
Um musical pode durar uns poucos minutos ou várias horas; entretanto, os mais populares musicais duram de duas horas a duas horas e quarenta e cinco minutos. Musicais hoje são normalmente apresentados com um intervalos de quinze minutos de duração; no primeiro ato, é quase sempre de idêntica duração o segundo. Um musical tem normalmente por volta de vinte a trinta canções de vários tamanhos (incluindo uma reprise e adaptação para coral) entre as cenas com diálogos. Alguns musicais, entretanto, tem canções entrelaçadas e não tem diálogos falados. Esta é uma das linhas fronteiriças entre musicais e ópera, mas não é a única.
Outras diferenças entre ópera e musical é que, enquanto a ópera costuma ser apresentada em sua língua original, o musical geralmente é traduzido para a língua nativa de onde está sendo apresentado. Numa ópera, geralmente o elenco se divide entre cantores, atores e bailarinos, enquanto que, no musical, cada artista deve executar as três funções.
Um momento de grande emoção dramática é frequentemente encenado numa canção. Proverbialmente, "quando a emoção torna-se tão forte no discurso, você canta; quando ela se torna tão forte na canção, você dança." Uma canção deve ser adaptada ao personagem (ou personagens) e na sua situação dentro do enredo. Um show normalmente se abre com uma canção que dá o tom ao musical, introduz de alguma forma os personagens principais, e mostra o enfoque da peça. Dentro da concentrada natureza do musical, os autores devem  desenvolver os personagens e o planejamento.
A música apresenta uma forma excelente de expressar a emoção. Entretanto, na média, poucas palavras são cantadas nestes cinco minutos de canção. Portanto existe pouco tempo para desenvolver o drama que transcorre durante a peça, desde que um musical pode ter uma hora e meia ou mais de música.

## Os colaboradores de um musical
O teatro musical é um trabalho colaborativo com uma longa tradição histórica tanto nos tratados como na estrutura, embora novos autores dos musicais tentem flexionar esta forma de expressão, os autores tem de demorar cinco anos para fazer.[carece de fontes?]
Existem vários autores em um musical. São poucos os musicais que foram escritos por apenas uma pessoa. Uma parceria de colaboradores de compositores (music), letristas (lyric) e escritores (book) são gerenciados, por um compositor/letrista, letrista/escritor (também conhecidos como letristas) ou por fim de um escritor/compositor. Pode haver muitos escritores, letristas e compositores em um musical.
Não existe uma resposta fácil para a constante dúvida sobre o teatro musical: "O que vem primeiro: a letra ou música?" Cada colaborador trabalha de uma forma diferente, e tende a ser único em sua forma de trabalhar. Às vezes, uma melodia inspira uma letra. Às vezes, uma letra inspira uma melodia. Entretanto, a maior inspiração para todos os autores é movida pelo tema da história principal apresentada no show.
A ideia inicial para um novo musical pode vir dos próprios autores, ou eles podem ter sido contratados para escreverem um musical sobre um assunto específico. O teatro musical tem uma longa tradição de adaptar livros e outros materiais para este gênero.

### A história
- História do teatro musical nos Estados Unidos da América
- História do teatro musical no Brasil

## Produções Brasileiras e da Broadway
| Ano       | Título                                              | Nome original                   | Cidade         | Teatro              | Data de abertura                                                                                               | Data de fechamento     | Elenco principal |
| --------- | --------------------------------------------------- | ------------------------------- | -------------- | ------------------- | --- | ---------------------- | --- |
| 2024      | O Rei Do Rock - O Musical                           | O Rei do Rock - O Musical       | São Paulo      | Teatro Claro Mais   | 15 de março |                        | Beto Sargentelli (Elvis Presley), Stepan Nercessian (Coronel Tom Parker) |
| 2023      | Bonnie & Clyde - O Casal Mais Procurado da Broadway | Bonnie & Clyde                  | São Paulo      | Teatro 033 Rootop   | 10 de março |                        | Beto Sargentelli (Clyde), Eline Porto (Bonnie) |
| 2022      | West Side Story                                     | West Side Story                 | São Paulo      | Theatro São Pedro   | 8 de julho |                        | Beto Sargentelli (Tony), Giulia Nadruz (Maria) |
| 2022      | Nautopia                                            | Nautopia                        | São Paulo      | São Paulo           | 2022 |                        | Beto Sargentelli (Tomás), Jonatas Joba (Rocha), Eline Porto (Selena). |
| 2021      | Naked Boys Singing! Brasil                          | Naked Boys Singing!             | São Paulo      | São Paulo           | Segundo semestre de 2021                                                                                       |                        | Aquiles, Gui Gianetto, João Hespanholeto, Luan Carvalho, Lucas Godói, Ruan Raio, Silvano Vieira, Tiago Prates, Victor Barreto                                                                    |
| 2019      | Billy Elliot                                        | Billy Elliot                    | São Paulo      | Teatro Alfa         | Março de 2019                                                                                                  |                        | Pedro Souza/Richard Marques/Tiago Fernandis(Billy Elliot), Beto Sargentelli (Tony Elliot), Carmo Dalla Vecchia (Jack Elliot)                                                                     |
| 2018      | Romeu e Julieta ao som de Marisa Monte              |                                 | São Paulo      | Teatro Frei Caneca  | |                        | Thiago Machado (Romeu), Bárbara Sut (Julieta), Bruno Narchi (Benvoglio), Ícaro Silva, Pedro Caetano, Kacau Gomes (Senhora Capuleto), Marcelo Escorel (Senhor Capuleto), Diego Luri (Conde Páris) |
| 2018      | Os Últimos 5 Anos                                   | The Last Five Years             | São Paulo      | Teatro Nair Bello   | 19 de setembro de 2018 e agosto de 2019. Temporada carioca em 2020 (temporariamente adiada devido a COVID-19). |                        | Beto Sargentelli (Jamie Wellerstein), Eline Porto (Cathy Hiatt) |
| 2018      | Peter Pan - O Musical                               | Peter Pan - The Musical         | São Paulo      | Teatro Alfa         | 8 de março de 2018                                                                                             |                        | Mateus Ribeiro (Peter Pan), Daniel Boaventura (Capitão Gancho) |
| 2017/2018 | 2 Filhos de Francisco - O Musical                   | 2 Filhos de Francisco           | São Paulo      | Teatro Cetip        | 2017 |                        | Beto Sargentelli (Zezé Di Camargo), Bruno Fraga (Luciano) |
| 2016      | Godspell                                            | -                               | São Paulo      | Teatro das Artes    | |                        | Beto Sargentelli (Judas), Leonardo Miggiorin (Jesus) |
| 2016/2017 | We Will Rock You                                    |                                 | São Paulo      | Teatro Santander    | |                        | Alírio Netto / Beto Sargentelli (Galileo), Andrezza Massei (Kiler Queen), Frederico Silveira (Kashoggi)                                                                                          |
| 2016      | Meu Amigo Charlie Brown (revival)                   | You're a Good Man Charlie Brown | São Paulo      | Teatro Frei Caneca  | |                        | Leandro Luna como Charlie, Mateus Ribeiro como Linus, Tiago Abravanel como Snoopy, Paula capovilla e Sabrina Korgut como Lucy                                                                    |
| 2015      | Mudança de Hábito                                   |                                 | São Paulo      | Teatro Abril        | |                        | Karin Hils(Deloris Van Cartier), Beto Sargentelli (Pablo), Diego Luri (Joey u/s) |
| 2014      | Os Saltimbancos Trapalhões                          |                                 | Rio de Janeiro | Cidade das Artes    | |                        | Renato Aragão (Didi), Dedé Santana (Dedé), Giselle Prates, Nicolas Prattes, Livian Aragão, Nicola Lama, Adriana Garambone, Ada Chaseliov, Diego Luri                                             |
| 2014      | Jesus Cristo Superstar                              | -                               |                |                     | Teatro CETIP                                                                                                   |                        | Igor Rickli(Jesus), Alirio Netto(Judas), Beto Sargentelli (Simão), Negra Li (Maria Madalena) |
| 2013      | Shrek                                               | -                               | São Paulo      | Teatro Bradesco     | 31 de outubro de 2013                                                                                          | 22 de dezembro de 2013 | Diego Luri (Shrek), Beto Sargentelli (Burro), Giulia Nadruz (Fiona), Felipe Tavolaro (Lorde Farquaad)                                                                                            |
| 2013      | O Rei Leão                                          | The Lion King                   | São Paulo      | Teatro Abril        | |                        | César Mello, Osvaldo Mil, Tiago Barbosa, Beto Sargentelli |
| 2012      | Shrek                                               | -                               | Rio de Janeiro | Teatro João Caetano | |                        | Diego Luri (Shrek), Rodrigo Sant'Anna (Burro), Sara Sarres (Fiona), Marcel Octavio (Lorde Farquaad)                                                                                              |
| 2012      | A Família Addams                                    | The Addams Family               | São Paulo      | Teatro Abril        | |                        | Marisa Orth (Morticia), Daniel Boaventura (Gomez), Beto Sargentelli (Lucas Beineke) |
| 2012      | Priscila, a Rainha do Deserto                       |                                 | São Paulo      | Teatro Bradesco     | 17 de março de 2012                                                                                            | 7 de novembro de 2012  | |
| 2010/2011 | Mamma Mia!                                          | -                               | São Paulo      | Teatro Abril        | |                        | Kiara Sasso, Andrezza Massei, Saulo Vasconcelos, Beto Sargentelli |
| 2010      | Into the Woods                                      | -                               | São Paulo      | Teatro Brigadeiro   | Junho de 2010                                                                                                  |                        | Beto Sargentelli (João), Neusa Romano (Bruxa), Luciana Andrade (Cinderella), Keila Bueno (Mulher do Padeiro)                                                                                     |
| 2009      | Meu Amigo Charlie Brown (Original)                  | You're a Good Man Charlie Brown | São Paulo      | Teatro Frei Caneca  | |                        | Leandro Luna, Beto Sargentelli |
| 2005      | O Fantasma da Ópera                                 | The Phantom of The Opera        | São Paulo      | Teatro Abril        | |                        | Sara Sarres |
| 2001      | Os Miseráveis                                       | Les Misérables                  | São Paulo      | Teatro Abril        | |                        | |
| 2002      | A Bela e A Fera                                     | The Beauty and the Beast        | São Paulo      | Teatro Abril        | |                        | Kiara Sasso |
|           | Chicago                                             | -                               | São Paulo      | Teatro Abril        | |                        | Danielle Winits |
|           | Miss Saigon                                         | -                               | São Paulo      | Teatro Abril        | |                        | Sabrina Korgut |
| 2016      | Ghost                                               | -                               | São Paulo      | Teatro Bradesco     | 2 de setembro de 2016                                                                                          | 11 de dezembro de 2016 | André Loddi, Giulia Nardus |
| 2016/2017 | Rent                                                | -                               | São Paulo      | Teatro Nair Belo    | |                        | Myra Ruiz, Bruno |
| 2009      | A Bela e A Fera (revival)                           | The Beauty and the Beast        | São Paulo      | Teatro Abril        | |                        | Li Martins (Bela) |
| 2016      | Wicked                                              | -                               | São Paulo      | Teatro Renault      | |                        | Myra Ruiz, Fabi Bang, Jonatas Faro e André Loddi |
|           | O Despertar da Primavera                            | Spring Awakening                | São Paulo      | Teatro Nair Belo    | |                        | |
|           | Cats                                                | -                               | São Paulo      | Teatro Abril        | |                        | Paula Lima |
| 2016–2017 | The Rocky Horror Picture Show                       | -                               | São Paulo      | Teatro Porto Seguro | |                        | Marcelo Médici |
| 2012      | Hair                                                | -                               | São Paulo      |                     | 13 de janeiro de 2012                                                                                          |                        | |
|           | Avenida Q                                           | Avenue Q                        | São Paulo      |                     | |                        | Sabrina Korgut |
| 2016      | Cinderela                                           | -                               | São Paulo      | Teatro Alfa         | 11 de março de 2016                                                                                            |                        | Bianca Tadini |
| 2016      | My Fair Lady                                        | -                               | São Paulo      | Teatro Santander    | |                        | Paulo Szot (Professor Higgins), Daniele Nastri (Eliza Dolittle), Sandro Christopher (Dolittle), Diego Luri (Zoltan Karpathy)                                                                     |
|           | Grease                                              | -                               | São Paulo      |                     | |                        | |
|           | O Mágico de Oz                                      | The Wizard of Oz                | São Paulo      | Teatro Alfa         | |                        | |
| 2011      | Evita                                               | -                               | São Paulo      |                     | |                        | |
| 2010      | Hairspray                                           | -                               | São Paulo      | Teatro Bradesco     | 18 de fevereiro de 2010                                                                                        | 13 de junho de 2010    | Jonatas Faro, Simone Gutierrez, Edson Celulari, Arlete Salles e Danielle Winits |
| 2014      | Nas Alturas                                         | In the Heights                  | São Paulo      | Teatro Bradesco     | 17 de abril de 2014                                                                                            | 25 de maio de 2014     | |
| 2015      | Ou Tudo ou Nada                                     |                                 | São Paulo      | Teatro Net          | |                        | |
| 2015      | Antes Tarde do que Nunca                            | Nice Work If You Can Get It     | São Paulo      | Teatro Cetip        | |                        | Miguel Falabella, Simone Gutierrez |
| 2015      | Homem de La Mancha                                  | The Man of La Mancha            | São Paulo      |                     | |                        | |
| 2017      | Homem de La Mancha (Revival)                        | The Man of La Mancha            | São Paulo      | Teatro Alfa         | 9 de março de 2017                                                                                             | Em temporada           | |
| 2017      | Cantando na Chuva                                   | Singin' in the Rain             | São Paulo      |                     | |                        | |
|           | A Noviça Rebelde                                    | The Sound of Music              | São Paulo      | Teatro Alfa         | |                        | Kiara Sasso |
| 2011      | As Bruxas de Eastwick                               | The Witches of Eastwick         | São Paulo      | Teatro Bradesco     | 14 de agosto de 2011                                                                                           | 10 de dezembro de 2011 | Eduardo Galvão, Maria Clara Gueiros, Sabrina Korgut |
| 2013      | Alô, Dolly!                                         | Hello Dolly!                    | São Paulo      | Teatro Bradesco     | 2 de março de 2013                                                                                             | 7 de julho de 2013     | Marília Pêra e Miguel Falabella |
| 2017      | Les Misérables (revival)                            | -                               | São Paulo      | Teatro Renault      | 10 de março de 2017                                                                                            | Em temporada           | |
| 2011      | New York, New York                                  | -                               | São Paulo      | Teatro Bradesco     | 14 de abril de 2011                                                                                            | 3 de julho de 2011     | Alessandra Maestrini e Juan Alba |
| 2010/2011 | A Gaiola das Loucas                                 | La Cage aux Folles              | São Paulo      | Teatro Bradesco     | 23 de outubro de 2010                                                                                          | 20 de março de 2011    | Diogo Vilela e Miguel Falabella |
| 2010      | Jekyll & Hyde - O médico e o Monstro                | Jekyll & Hyde                   | São Paulo      | Teatro Bradesco     | 8 de julho de 2010                                                                                             | 3 de outubro de 2010   | Nando Prado, Kiara Sasso e Kacau Gomes |

## Produções originais brasileiras
| Título                             | Ano  | Teatro             | Elenco principal          |
| ---------------------------------- | ---- | ------------------ | ------------------------- |
| Nelson Gonçalves, o Amor e o Tempo | 2019 | Teatro Clara Nunes | Guilherme Logullo, Jullie |
| Divas                              |      |                    |                           |
| Nuvem de Lágrimas                  |      |                    |                           |
| Vamp                               |      |                    |                           |